# Chlorid rheničný
Chlorid rheničný je anorganická sloučenina chloru a rhenia se vzorcem ReCl5. Jedná se o tmavě zelenou pevnou látku.

## Struktura a příprava
Struktura chloridu rheničného se skládá ze dvou oktaedrů spojených stranou a lze ji formulovat jako Cl4Re(μ-Cl)2ReCl4. Vzdálenost Re-Re je 3,74 Å.
Sloučenina byla poprvé připravena v roce 1933, několik let po objevu rhenia. Příprava zahrnuje chloraci rhenia při teplotách až 900 °C. Materiál lze čistit sublimací.
ReCl5 je jedním z nejvíce oxidovaných binárních chloridů rhenia. Nepodléhá další chloraci. ReCl6 byl připraven z fluoridu rheniového. Je znám fluorid rhenistý, ale ne chlorid rhenistý.

## Použití a reakce
Na vzduchu se rozkládá na hnědou kapalinu.
Ačkoli chlorid rheničný nemá žádné komerční využití, má historický význam jako jeden z prvních katalyzátorů pro metatezi olefinů. Redukcí vzniká chlorid rhenitý.
Oxygenací se získá ReO3Cl:
ReCl5 + 3 Cl2O → ReO3Cl + 5 Cl2